# Vladimir Duma
Vladimir Duma  (Володимир Дума en ukrainien, né le 2 mars 1972 à Khoust) est un coureur cycliste ukrainien.

## Biographie
Sans équipe en 2009 après l'échec de la mise en place de l'équipe Teltek H²0, il s'engage en 2010 avec l'équipe Romet Weltour Debiça.

## Palmarès
- 1989
  -  Médaillé de bronze du championnat du monde du contre-la-montre par équipes juniors
- 1990
  - 5e du championnat du monde sur route juniors
- 1993
  - 7e étape de la Course de la Paix
- 1996
  - 2e étape du Tour des Abruzzes
- 1997
  - Coppa Colli Briantei Internazionale
  - Grand Prix de la ville de Felino
  - Giro della Valsesia :
    - Classement général
    - 2e étape

  - 3e du Tour de Lombardie amateurs
- 1998
  -  Champion d'Ukraine sur route
  - 6e étape du Tour de Suisse
- 1999
  - 5e étape du Tour des Abruzzes
- 2000
  -  Champion d'Ukraine sur route
  - 2e étape du Tour des Abruzzes
  - 2e du Tour des Abruzzes
- 2001
  - 3e du Grand Prix de la côte étrusque
- 2002
  - Grand Prix de l'industrie et du commerce de Prato
- 2003
  - 4e étape du Regio-Tour
- 2004
  - 2e du championnat d'Ukraine sur route
  - 3e des Trois vallées varésines
- 2006
  - Tour du Japon
    - Classement général
    - 2e étape

  - 3e du Tour de Toscane
- 2007
  - 3e du Circuit de la Sarthe
- 2010
  - Classement général du Bałtyk-Karkonosze Tour
  - 3e du Pomerania Tour

## Résultats sur les grands tours

### Tour d'Italie
5 participations
- 2000 : 38e
- 2001 : 36e
- 2002 : 36e
- 2003 : 42e
- 2004 : 65e

### Tour d'Espagne
1 participation
- 2001 : 105e

## Classements mondiaux
| Année                  | 2005 | 2006 | 2007 | 2008  | 2009 | 2010  | 2011 | 2012 | 2013 | 2014 |
| ---------------------- | ---- | ---- | ---- | ----- | ---- | ----- | ---- | ---- | ---- | ---- |
| Calendrier mondial UCI |      |      |      |       | 218e |       |      |      |      |      |
| UCI Asia Tour          |      | 24e  |      |       |      |       |      |      |      |      |
| UCI Europe Tour        | 603e | 362e | 282e | 1352e |      | 1126e |      |      |      | 537e |